# Rosa subcanina
Rosa subcanina är en rosväxtart som först beskrevs av Christ, och fick sitt nu gällande namn av Dalla Torre och Sarnth.. Rosa subcanina ingår i släktet rosor, och familjen rosväxter. Inga underarter finns listade i Catalogue of Life.